# 米夏埃尔·施万
米夏埃尔·施万（德語：Michael Schwan，1939年11月5日—），德国男子赛艇运动员。他曾代表德国联队参加1964年夏季奥林匹克运动会赛艇比赛，获得男子双人单桨无舵手铜牌。